# Lijst van burgemeesters van Groot-Ammers
Dit is een lijst van burgemeesters van de voormalige Nederlandse gemeente Groot-Ammers (provincie Zuid-Holland) tot die gemeente op 1 januari 1986 opging in de gemeente Liesveld.
| Ambtsperiode | Naam burgemeester     | Partij of stroming | Bijzonderheden                                                                                                  |
| ------------ | --------------------- | ------------------ | --- |
| 18?? - 1846  | Pieter van der Stok   |                    | tijdens een deel van deze periode tevens schout en/of burgemeester van Langerak en Nieuwpoort                   |
| 1846 - 1886  | J.A. van der Stok     |                    | tevens burgemeester van Langerak en Nieuwpoort (1850-1887)                                                      |
| 1886 - 1916  | C. van der Stok       |                    | tevens burgemeester van Langerak en Nieuwpoort (1887-1916)                                                      |
| 1917 - 1935  | G.B. Fortuyn          |                    | tevens burgemeester van Langerak en Nieuwpoort, eerder burgemeester van Zwammerdam                              |
| 1935 - 1939  | Hendrik (H.) Vlug     | ARP                | tevens burgemeester van Langerak en Nieuwpoort, later burgemeester van Huizen                                   |
| 1939 - 1970  | Jan (J.) Brouwers     | ARP                | tevens burgemeester van Langerak en Nieuwpoort                                                                  |
| 1970 - 1977  | Huib (H.) Boer        | ARP                | tevens burgemeester van Langerak en Nieuwpoort, later burgemeester van Reimerswaal en Hellendoorn               |
| 1977 - 1985  | Johan (J.G.) de Groot | ARP / CDA          | tevens burgemeester van Langerak en Nieuwpoort, later (waarnemend) burgemeester van Liesveld, Harderwijk en Urk |